# Alyssum peltarioides
Alyssum peltarioides är en korsblommig växtart som beskrevs av Pierre Edmond Boissier. Alyssum peltarioides ingår i släktet stenörter, och familjen korsblommiga växter.

## Underarter
Arten delas in i följande underarter:
- A. p. peltarioides
- A. p. virgatiforme